# 星雲目録
星雲目録（せいうんもくろく、Catalogue of Nebulae and Clusters of Stars、CN）は、ウィリアム・ハーシェルが妹のカロライン・ハーシェルの手助けを受けて1786年に発行した星雲の星表である。後に、息子のジョン・ハーシェルによって、General Catalogue of Nebulae and Clusters of Stars (GC)として拡張された。CNとGCは、現在の天文学でも使われている、ジョン・ドレイヤーが作成したニュージェネラルカタログ(New General Catalogue、NGC)の元となった。

## 歴史
星雲目録は、1786年にウィリアム・ハーシェルによって、フィロソフィカル・トランザクションズの中で最初に発表された。1789年にさらに1000個、1802年には500個が追加され、最終的には合計2500個を収録することとなった。
1864年、星雲目録は、ジョン・ハーシェルによって5079個を収録するジェネラルカタログ(General Catalogue of Nebulae and Clusters of Stars)に拡張された。さらに死後には、追補版General Catalogue of 10,300 Multiple and Double Starsが発行された。
1878年、ジョン・ドレイヤーはGCの追補を発行した。1886年には第2版の追補を編集することを提案したが、王立天文学会は彼に新しい目録として発行するよう依頼した。これにより、1888年にニュージェネラルカタログが発行され、1895年と1908年にはこの拡張版であるインデックスカタログ(Index Catalogues、IC)が発行された。